# 天主教約帕爾教區
天主教約帕爾教區（拉丁語：Dioecesis Yopalensis）是哥倫比亞一個羅馬天主教教區，屬通哈總教區。
教區成立於1999年10月29日，位於卡薩納雷省西部，教座位於首府約帕爾。2010年有教友273,640人（佔轄區總人口94.0%）、廿七個堂區、四十七名司鐸。現任教區主教為米薩埃爾·瓦卡·拉米雷斯。